# API (音響機器メーカー)
API（Automated Processes Inc.）は1968年にアメリカニューヨーク州で創業したレコーディングスタジオ向けの製品に特化した企業であり、その製品のブランド名である。

## 来歴
API社は1968年にニューヨーク大学において助教授であったサウル・ウォーカーとルー・リンダウアーの２人によって創業した。同社の殆どの製品に組み込まれているオペアンプ「2520 amplifier」はLSIではなくあえてディスクリート回路によって設計されている。これを元に、レコーディング・スタジオ向けのモジュール開発から始まり、音響業務用のミキシング・コンソールを設計製造している。APIの回路特性は、その心臓部に搭載されている「2520 amplifier」が全てを司っていて、そのサウンドはNeve Electronicsやソリッド・ステート・ロジックなどのイギリスメーカーと対比してアメリカン・サウンドと形容され現在までスタジオで使用されるなど高く評価されている。
1973年にはミキシング・コンソール用のフェーダー・オートメーション・システムを世界に先駆けて開発し、従来のミキシングの概念を大きく変え、現代へ繋がるミキシング手法を生む切っ掛けとなった。1974年には最初のトータル・リコール・システムを内蔵したコンソールを発表し、EQ、AUX Sends、Pan、そしてフェーダーの全てを記憶し再現するシステムとして機能するコンソールとして構想されていた。そして、最初のVCA（Voltage Controled Amplifier）回路も発表し、それを利用したフェーダー・グルーピング機能なども可能になった。最初のテープ・シンクロナイズ・システムも同じ年に開発され、1974年の内にAPIのコンソール標準仕様が定まる事になった。その後、APIのミキシング・コンソールは世界各国のレコーディング・スタジオと放送局のスタジオなどへ導入され、一足先に展開されていたイギリスのNeveと対抗するアメリカ製のミキシング・コンソールとして普及する事になった。
1999年にはATI グループの傘下に入り、1988年以降はライブ用のコンソールも展開し「PARAGON」というライブ用ミキシング・コンソールが発表されている。現在でも1970年代と同様の設計思想が継承されている「Legacy」シリーズなどの大型コンソールを始め、モジュールに細分化された製品群など、オペアンプ「2520 amplifier」を回路の心臓部に持った数多いプロダクトを展開している。オリジナルの550 EQは今でもビンテージ市場では高値で取り扱われていて、コンソール自体はオリジナルのままは殆ど現存してはいないが、パーツとして取り出されたモジュールはオリジナルのまま現存してレコーディング・スタジオなどで活躍している。

## 主な機種など

### コンソール
- Legacy  - All Discrete Console

16チャンネル毎にユニット化されたフレームで提供され16チャンネルから96チャンネルまでのチャンネル数に対応可能な大型のミキシング・コンソール。バス・アウトは16チャンネル仕様で、2つのステレオ・ミックス・バスを持スプリット型のコンソールになっている。
- Legacy Plus  - All Discrete Console

Legacyを拡張した形で、16チャンネル毎にユニット化されたフレームで提供され16チャンネルから96チャンネルまでのチャンネル数に対応可能な大型のミキシング・コンソール。バス・アウトは24チャンネル仕様で、3つのステレオ・ミックス・バスを持ち、チャンネル・モジュールには2系統の入力が出来るインライン型コンソールになっている。
- Vision  - All Discrete Surround Mixing and Recording Console

5.1チャンネル用のミックス・バスやメーター、5.1チャンネルのパンが全てのチャンネル・モジュールに搭載されているなど、サラウンドに完全対応したレコーディングとミキシングが可能になっている大型コンソール。バス・アウトは24チャンネル仕様で、3つのステレオ・ミックス・バスを持ち、チャンネル・モジュールには2系統の入力が出来るインライン型コンソールになっている。オプションで225L コンプレッサーと235L ノイズ・ゲートが用意されていて、EQは550L、560Lのどちらかを選択可能になっているなど、自由度が高い仕様にもなっている。
- 1608  - Recording Console

小〜中規模向けに設定されている16チャンネル仕様のコンソール。バス・アウトは8チャンネル仕様で、1つのステレオ・ミックス・バスを持つコンソールになっている。コンソールへの入出力は背面に用意されたコネクターから行う形式になっていて、パッチベイは不要になっている。16本の548Bがインプットに用意されていて、12本の550A EQ、4本の560 EQ等も装備され、16チャンネルのマニュアル・フェーダー型のコンソールになっている。
- DSM 24, 48 & 72  - Console in a Rack

ラックマウント・シリーズの2500 Stereo Bus Compressor、7800 Master Module、424 Bus Interface、DSM Monitor Panel、8200 8 Channel Mixer Moduleから自由に組み合わせて構築可能なラック・マウント型コンソール。パッチベイも装備できるので、コンパクトながら多機能なシステムも構築可能。

### 200シリーズと500シリーズ
元来これらは大型コンソールの各モジュールとして設計開発されたものであったが、各製品が持つキャラクターが評価されアウトボードエフェクターとして単体で使えるよう、通称ランチボックスと呼ばれる電源付きフレームが販売されている。2006年、VPRアライアンスが発足し、サードパーティも参入可能な一種のデファクトスタンダード規格となっている。

#### 200シリーズ
- 205L  - Discrete Direct Input

HI-Z インプットも装備してハイ・インピーダンスのEGやEBなども直接入力でき、ブライト・スイッチ付きのH/Aユニット。-20dBのPADも装備している。
- 212L  - Discrete Mic Pre

API 2520 オペアンプ内蔵で、2488 シリーズをルーツとした、RE 115 K マイク・インプット・トランスフォーマーを搭載しているH/Aユニット。LED型のレベル・メーター、-20dBのパッド、48Vのファンタムなども装備している。
- 215L  - Discrete HP/LP Sweep Filter

6dB オクターブのLPFと12dB オクターブのHPFがパッシブ回路で構成されたフィルター・ユニット。入出力はユニティ・ゲインになっているタイプ。
- 225L  - Discrete Channel Compressor

スレッシュホールドは -20 dBu 〜 +10 dBu までの幅を持ち、コンプレッション・レシオが 0 〜 ユニティまでのバリアブルになっているコンプレッサー。リリース・タイムは 50 m/sec 〜 3 secまでになっていて、ハード・コンプレッションからソフト・コンプレッションまで幅広い対応が可能になっているモデル。LED型ゲイン・リダクション・メーターも装備されていて、API  2510 と API 2520 オペアンプを搭載している。
- 235L  - Discrete Channel Noise Gate

スレッシュホールドが -45 dBu 〜 +25 dBu までの幅を持ち、バリアブル・ファイン・アジャスタブル・デプスで-80 dBまでの深さを持たせる事が出来る。アジャスタブル・リリース/ホールドは50 m/sec 〜 3 secまでで設定可能になっていて、2:1 のエキスパンダー・モードからノイズ・ゲート・モードまでリダクションの対応ができる仕様になっている。LED型のゲイン・リダクション・メーターも装備されていて、こちらも API  2510 と API 2520 オペアンプを搭載している。

#### 500 シリーズ

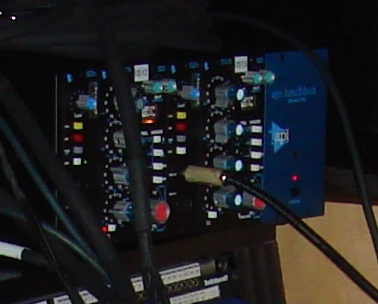
ランチボックスにマウントされている512C、550B、525の各製品

- 512C  - Discrete Mic / Line Pre

オリジナル API 500 シリーズ H/Aユニットの現代復刻版になるもので、変更点はパネル前面にHI-Z インプットとXLRインプットが装着された点。API 2520 オペアンプ搭載。
- 525  - Discrete Compressor, Re-Issue

オリジナル API 500 シリーズのコンプレッサー・ユニットの現代復刻版になるもので、ほぼ変更点が無い仕様になっている。
- 550A  - Discrete 3 Band EQ

APIのトレード・マークとも言える3 バンドのEQユニットの現代復刻版。API 2520 オペアンプを搭載しているので、かつての550ユニットと同じ特性を実現できている。EQの周波数設定は3ステージ各々で上限が下限と一緒の数値から始まるタイプ。LPFとHPFもオリジナルの550同様に搭載している。
- 550B  - Discrete 4 Band EQ

オリジナル 550AのEQステージが１つ増えて4 バンドのEQユニットとなっている現代版API EQの代表機種。API 2520 オペアンプ搭載で、オリジナルの550同様のサウンドに、調整できるEQポイントが1 ステージ増えている点などは、550A以上の細かな設定がしやすいモデルでもある。
- 560  - Discrete 10 Band Graphic EQ

1969年版のオリジナル API 560 EQを復刻させた10 バンドのグラフィック型EQ。API 2520 オペアンプ搭載で、オリジナル 560ユニットと同様のサウンド作りが可能になっている。レコーディングの現場で使用されている数少ないグラフィックイコライザーである。

### ラックマウント

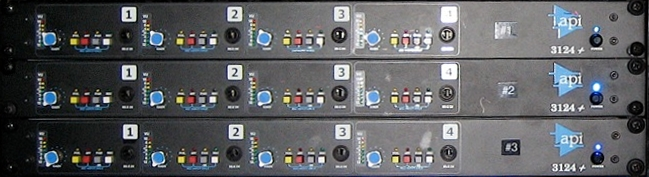
API 3124+
Discrete 4 Channel Mic/Line Pre, plus DI

- A2D  - Dual 312 Mic Preamps with Digital Output

19インチラック１Uサイズに収められたデジタル・アウトプット付きH/Aユニット。API 2520 オペアンプ搭載。LED型のメーターは20 セグメントの物が搭載されているので視認性が良い仕様になっている。マイク入力とライン入力に対応している。デジタル・アウトの際に選択できるサンプリング・レートは6種類有り、殆どのリニアPCM対応機器との使用に対応できている。外部クロック入力端子からエクスターナル・スーパー・クロックを採り入れて使用する事も可能になっているので、システム上、様々なデジタル機種との混合運用にも対処されている。
- 2500  - Stereo Compressor

DSM 24, 48 & 72 に対応するシステムで、19インチラック１Uサイズに収められたステレオ・コンプレッサー・ユニット。API 2520 オペアンプ搭載。バリアブルで設定可能なスレッシュホールドは -20 dBu 〜 +10 dBu までになっている。新しいタイプのフィード・フォワード型と古いタイプのフィード・バック型のコンプレッション・モードが選択可能になっている。Kneeはソフト、ミディアム、ハードのレンジがあり、オートまたはマニュアルでのゲイン・メイクアップ機能も搭載されている。
- 3124+  - Discrete 4 Channel Mic/Line Pre, plus DI

DSM 24, 48 & 72 に対応するシステムで、19インチラック１Uサイズに収められた4 チャンネルのH/Aユニット。API 2520 オペアンプ搭載。フロント・パネルにはHI-Zインプットも搭載する。
- 3124MB+  - 3124+, w/ Stereo Mixer plus Transformer Bal Outputs

DSM 24, 48 & 72 に対応するシステムで、19インチラック１Uサイズに収められた3124にステレオ・ミキシング機能が追加されたユニット。API 2520 オペアンプ搭載。フロント・パネルにはHI-Zインプットも搭載する。4 チャンネルのサミング・ミキサーとしても使用可能。
- 5500  - Dual 550 EQ's with Range Switch

DSM 24, 48 & 72 に対応するシステムで、19インチラック１Uサイズに収められた550B型のEQが2チャンネル分搭載されたユニット。API 2520 オペアンプ搭載。セレクターで、550B、550D、550Mの3種から選択可能になっているモデル。
- 7600  - Channel Strip

DSM 24, 48 & 72 に対応するシステムで、19インチラック１Uサイズに収められた212L H/Aと 225L コンプレッサーが搭載されたユニット。API 2520 オペアンプ搭載。EQの回路的にはリイッシューされた550A EQタイプになっている。
- 7800  - Master Module

DSM 24, 48 & 72 に対応するシステムで、19インチラック１Uサイズに収められたマスター・モジュール・ユニット。API 2520 オペアンプ搭載。2 トラック・レコーダーのモニタリング・セレクター機能やラージとスモールのモニター音量調整機能。ソロ・マスター・回路、トーク・バック、センド・マスター、ステレオ・バス・マスターなど、コンソールのマスター・モジュールと同様の機能をコンパクトにまとめたモデルになっている。
- 8MX2  - ATI's powerful 8 X 2 X 8 Mixer / Mic Pre

ATIの8チャンネル入力可能で、ステレオ・ミックス・バス用のパンポット搭載。10 セグメントのLED型メーター・ユニットが内蔵されていて、複数台をリンクさせた使用も可能になっている。
- 8200  - Mix Module

DSM 24, 48 & 72 に対応するシステムで、19インチラック１Uサイズに収められた8チャンネルの入力とレベル・トリム、パンポット、ソロ、ミュート、インサートが装備されたミキサー・ユニット。API 2520 オペアンプ搭載。インプットはD-subコネクターになるので、DAWのオーディオ・インターフェースから直接マルチ・ケーブルで入力する事が出来る。
- 8200A  - Mix Module

19インチラック１Uサイズに収められた8チャンネルの入力とレベル・トリム、パンポット、ソロ、ミュート、インサートが装備されサミング・ミキサーとしての使用ができるミキサー・ユニット。API 2520 オペアンプ搭載。